# 小杉小二郎
小杉 小二郎（こすぎ こじろう、1944年 - ）は、日本の洋画家。

## 人物
東京都滝野川区出身。1966年、日本大学工業デザイン専攻。中川一政に師事し、1970年に渡仏。グラン・ド・シュミエール研究所に入学し、以後、フランス・パリを拠点に活動する。

## 家族
- 祖父 - 小杉放庵（日本画家）
- 父 - 小杉一雄（美術史学者）
- 叔父 - 小杉二郎（工業デザイナー）

## 書籍
- 1982年「小杉小二郎画集」ISBN 9784062002974
- 2003年「巴里ゆらゆら」ISBN 9784532123758
- 2005年「小杉小二郎作品集」ISBN 9784532123956